# NCSoft
A NCSoft Corporation (엔씨소프트) é uma desenvolvedora e publicadora sul-coreana de jogos eletrônicos sediada em Seongnam, Região Metropolitana de Seul. Foi fundada em março de 1997 por Taek Jin Kim e é a empresa responsável por títulos como Lineage, Guild Wars e Blade & Soul.